# Ал-Хасеке
Ал-Хасеке, също Хасака или Ал-Хасака (‏на арабски: الحسكة; на кюрдски: Hesîçe, или Hassaké), е град в Североизточна Сирия, административен център на област (мухафаза) Ал-Хасеке. Намира се на брега на река Хабур. Населението на града е 188 200 жители (2012 г.).
Градът е важен административен, транспортен и икономически център и държи ключа към горното течение на Ефрат и пътя между Сирия и Ирак (изток-запад), както и главния път, водещ от турската граница през Хасака към Деир ез Зор.
Основната част от населението са кюрди и асирийци.
Хасака, както и други градове в североизточна Сирия, отдавна са населени основно с християни, които съставляват около 10% от населението на страната. Жителите на този район смятат, че най-малко една трета от християните в североизточна Сирия са избягали.

## История
Град Хасака е възникнал по време на Османската империя. В началото на 20 век, когато Сирия е под френско управление, в града населението и било почти изцяло християнско, основно асирийци. По-късно в града се заселват сирийци от централната част на страната и кюрди от Турция.
През 2007/2008 година сирийски археолози откриват в центъра на града останки от кирпичени стени, датиращи 11-и до 8 век пр. Хр., от асирийския период, а също и части от Византийска църква от 5 век.
През 1942 г. Ал-Хасака е имала население около 8000 жители. След 1950 година населението се увеличава значително след програмата за изкуствено напояване. След 1970 с разработване на нефтените полета в крайния Североизток, града се разраства още повече.

## Икономика
Икономиката на града е свързана основно със земеделието. Основният поминък е отглеждането на пшеница и памук.